# Ixora recurva
Ixora recurva là một loài thực vật có hoa trong họ Thiến thảo. Loài này được (Roxb.) Kurz mô tả khoa học đầu tiên năm 1877.